# Kierling

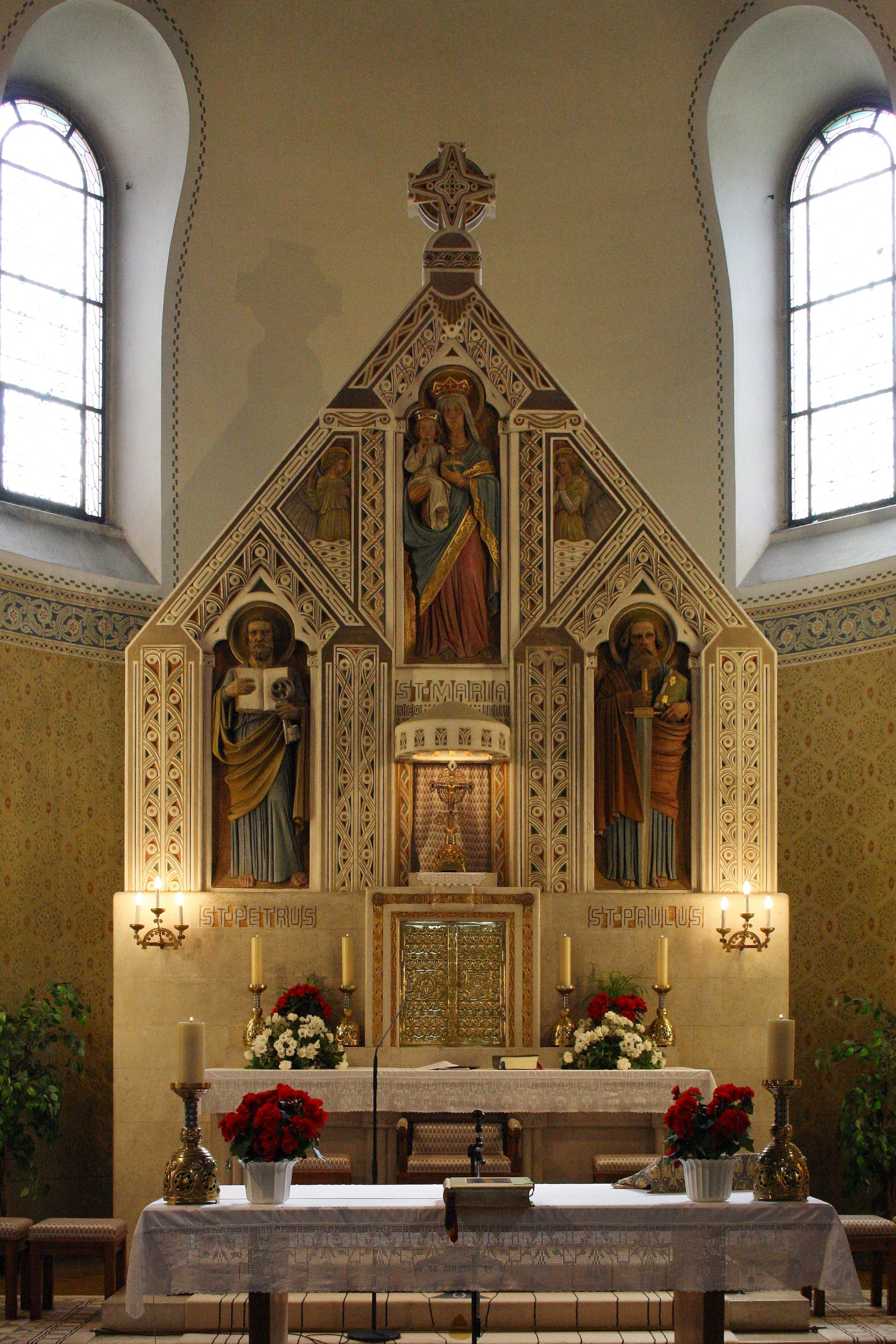
Pfarrkirche Kierling: Jugendstilaltar

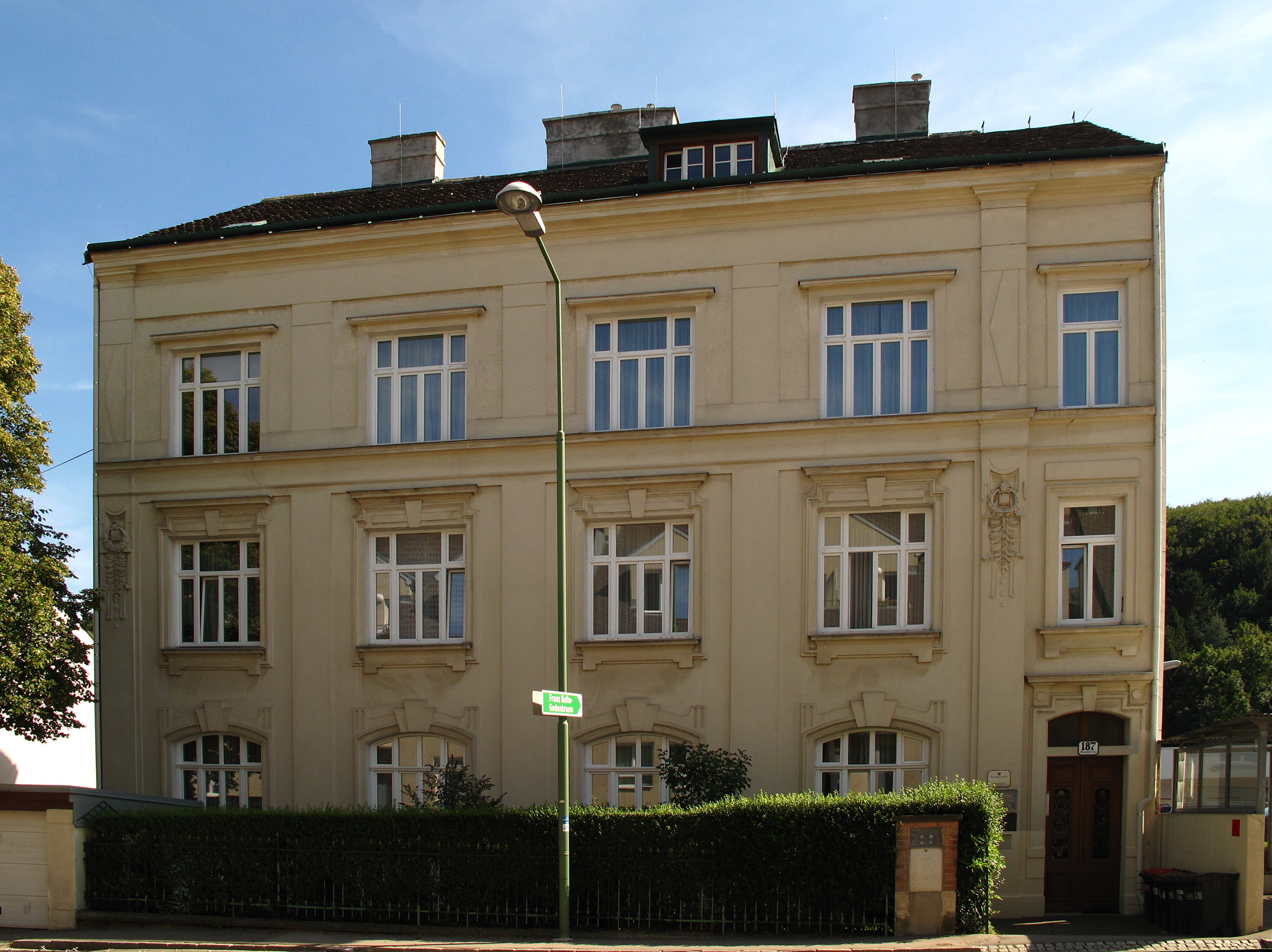
Ehemaliges Sanatorium Hoffmann, Sterbehaus von Franz Kafka

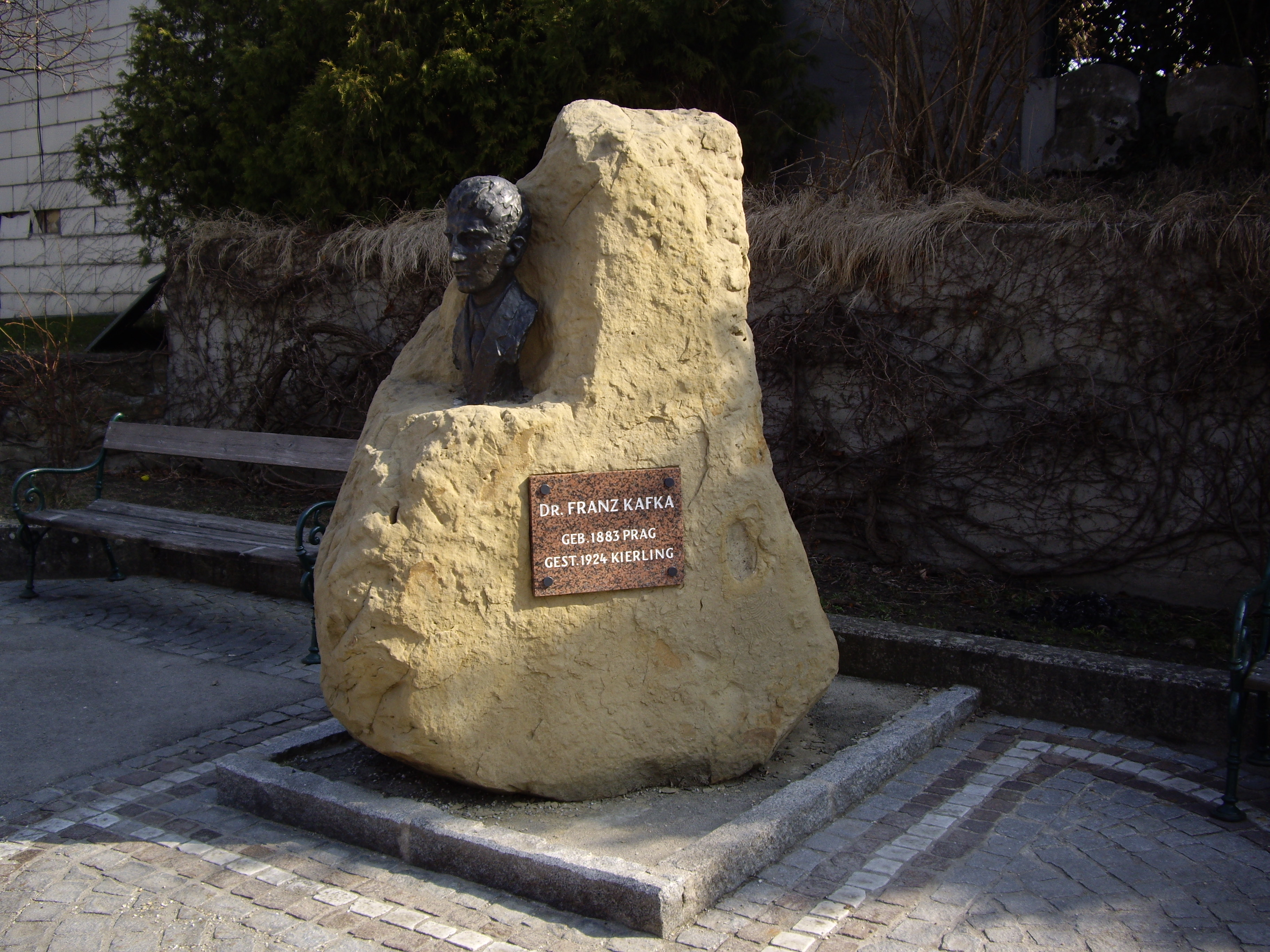
Gedenkstein für Kafka

Kierling ist eine Katastralgemeinde, die seit 1954 ein Teil von Klosterneuburg in Niederösterreich (Bezirk Tulln) ist. Der Ort hat 3148 Einwohner (Stand 1. Jänner 2025).

## Geografie
Kierling liegt auf einer Seehöhe von 213 m (im Ortskern) und 445 m (auf der Hohenauer Wiese). Die Katastralgemeinde hat eine Gesamtfläche von 11,5 Quadratkilometer.
Kierling befindet sich 4 km im Westen von Klosterneuburg und ca. 12 km von Wien entfernt.

## Geschichte
Erste frühsteinzeitliche Funde belegen eine Besiedlung Kierlings ab ca. 3000 v. Chr. Bereits 1072 wurde Kierling erstmals urkundlich erwähnt, damals allerdings unter dem Namen „Chirchlingen“. 1683 plünderten die Osmanen im Zuge der Zweiten Wiener Türkenbelagerung Kierling.
1901 wurde die Stadt an das öffentliche Stromnetzwerk angeschlossen. 1903 war die Errichtung einer elektrischen Straßenbahn geplant, die Kierling mit der Station Klosterneuburg bei Wien verbinden sollte.
Am 15. Oktober 1938 wurde Klosterneuburg und auch Kierling als 26. Wiener Gemeindebezirk an Wien bzw. Groß-Wien angeschlossen. Während des Zweiten Weltkrieges wurde am Haschhof in Kierling eine Flakstellung errichtet. Am 6. April 1945 wurde Kierling von der Roten Armee befreit. 1954 wurde die Gemeinde nicht wieder errichtet, sondern wurde Teil der neu konstituierten Stadt Klosterneuburg.

## Öffentliche Einrichtungen
In Kierling befindet sich ein Kindergarten.

## Freizeit und Sport
- Wanderwege und Radfahrwege: Viele Wander- und Radfahrwege verlaufen durch Kierling
- Heurige: zahlreiche Heurige prägen das Stadtbild.
- Geocaching im Ort und in den umliegenden Wäldern

## Sehenswürdigkeiten
- Universalmuseum Kierling: beherbergt die weltweit größte Scherenschnittsammlung von Hans und Josefine Allmayer sowie viele chinesische Scherenschnitte, eine einmalige Gastronomiesammlung, eine heimatkundliche, gewerbliche, landwirtschaftliche und Militariasammlung mit dem einzigen in Österreich erhaltenen fahrbaren Feldbackofen aus der Monarchie.[4]
- Franz Kafka Gedenkraum: zeigt Text, Bilder und Schriftstücke des Dichters
- Pfarrkirche Kierling: Die Pfarrkirche Kierling ist eine von zwei Kirchen in Niederösterreich mit einer Jugendstil-Ausstattung.
- Purgathofer-Sternwarte: 1982 bis 1989 errichtet, zweitgrößte private Sternwarte Europas

Siehe auch Liste der denkmalgeschützten Objekte in Klosterneuburg, Abschnitt Katastralgemeinde Kierling.

## Persönlichkeiten
Söhne und Töchter:
- Josefine Allmayer (1904–1977), Scherenschnittkünstlerin
- Alma Motzko (1887–1968), Historikerin und Politikerin
- Edmund Rothansl (1876–1937), Universalkünstler, Rosalienmarterl, Kriegermahnmal, Kupferrelief Wladimir Kolda, 2 Grabdenkmale
- Rosalia Rothansl, 1870–1945 Schwester von Edmund Rothansl, erste weibliche Professorin an der Kunstgewerbeschule, "Marienornat" für das Stift Klosterneuburg
- Katharina Schurz (1839–1906), Sängerin

Personen mit Beziehung zu Kierling:
- Irenäus Eibl-Eibesfeldt (1928–2018), verbrachte seine Kindheit in Kierling

- Franz Kafka (1883–1924), in Kierling gestorben; aufgrund seiner Lungenerkrankung verbrachte er seine letzten Monate im Sanatorium Hoffmann in Kierling. 2024 wurde ihm der Franz Kafka-Weg in Kierling gewidmet.[5]

- Jan Marsalek (* 1980), mutmaßlicher Wirtschaftskrimineller und ehemaliges Vorstandsmitglied der Wirecard AG, wuchs in Kierling auf